# Oxymycterus quaestor
El colicorto (Oxymycterus quaestor) es una especie de roedor integrante del género Oxymycterus de la familia Cricetidae. Habita en el centro-este de Sudamérica.

## Taxonomía
Esta especie fue descrita originalmente en el año 1903 por el zoólogo británico Oldfield Thomas.
Localidad tipo
La localidad tipo es: Roça Nova, Serra do Mar, Paraná, Brasil.

## Distribución geográfica y hábitat
Esta especie es endémica del centro-este de Sudamérica, desde el sudeste de Brasil (en los estados de: Mato Grosso del Sur, Minas Gerais, Paraná, Río de Janeiro, Río Grande del Sur, Santa Catarina y São Paulo) y el noreste de la Argentina, en la provincia de Misiones. Tal vez también se distribuya en el oriente del Paraguay.
Este roedor habita matorrales húmedos o xerófilos y selvas subtropicales húmedas.

## Conservación
Según la organización internacional dedicada a la conservación de los recursos naturales Unión Internacional para la Conservación de la Naturaleza (IUCN), al no poseer mayores peligros y vivir en muchas áreas protegidas, la clasificó como una especie bajo “preocupación menor” en su obra: Lista Roja de Especies Amenazadas.